# Arbeitsgemeinschaft Pädiatrische Immunologie
Die Arbeitsgemeinschaft Pädiatrische Immunologie (API) ist eine Arbeitsgemeinschaft von Ärzten und Wissenschaftlern aus Deutschland, Österreich und der Schweiz, die sich mit der Erkennung, Erforschung und Behandlung von Erkrankungen des Immunsystems bei Kindern und Jugendlichen beschäftigen. Die API ist Mitglied der Arbeitsgemeinschaft der Wissenschaftlichen Medizinischen Fachgesellschaften (AWMF).

## Ziele
Die Ziele der API sind die Verbesserung der Früherkennung von immunologischen Erkrankungen, die Erforschung ihrer Entstehung sowie die Förderung der Gewährleistung und Weiterentwicklung der Therapie. Hierzu gehören neben den angeborenen oder erworbenen Immundefekten die Bereiche Immundysregulation (Autoimmunität, inflammatorische Syndrome, Allergie), Infektionsimmunität (Immunpathologie bei Infektionen, immunologischen Grundlagen von Impfungen) sowie Immuntherapie (Immunsuppression, Behandlung mit immunologisch aktiven Zellen/Substanzen).

## Aktivitäten
Die API 
- erstellt Leitlinien zur Diagnostik und Therapie immunologischer Erkrankungen[4]
- organisiert Fort- und Weiterbildung im Bereich Pädiatrische Immunologie
- erarbeitet Stellungnahmen und Empfehlungen zu immunologischen Fragen
- sieht sich als ein Forum zur wissenschaftlichen Kooperation und organisiert eine jährliche Fachtagung zum wissenschaftlichen Austausch.[5]

## Geschichte
Die Ursprünge der API gehen auf Walter Hitzig (Zürich) zurück, welcher erstmalig 1983 ein Treffen deutschsprachiger Kinderimmunologen organisierte. 1990 schließlich wurde die API als Fachgesellschaft in Form eines eingetragenen Vereins gegründet. Seit 2018 ist die API Mitglied der AWMF.